# Elecciones provinciales de Argentina de 1998
En 1998 se realizaron elecciones en las provincias Argentinas de Córdoba, La Pampa y Santa Cruz.

## Cronograma
| Distrito              | Fecha                    | Gobernador             | Partido  | Partido               | Consulta popular | Convencionales |
| --------------------- | ------------------------ | ---------------------- | -------- | --------------------- | ---------------- | -------------- |
| Córdoba (Ver detalle) | 20 de diciembre de 1998  | José Manuel de la Sota |          | Partido Justicialista | No elige         | No elige       |
| La Pampa              | 13 de diciembre de 1998  | No elige               | No elige | 26                    |                  |                |
| Santa Cruz            | 17 de mayo de 1998       | No elige               | Sí       | No elige              |                  |                |
| Santa Cruz            | 17 de septiembre de 1998 | No elige               | No elige | 24                    |                  |                |

## La Pampa
Elección el 13 de diciembre. Fueron electos los siguientes convencionales:
- Partido Justicialista (15):
  - César Horacio Ballari
  - Juan Carlos Bertone
  - Juan Carlos Corgnati
  - Luis Alberto Galceran
  - Silvia Ester Gallego
  - Rodolfo Mauricio Gazia
  - Stella Maris Gola
  - Santiago Raúl Guiliano
  - Darío Omar Hernández
  - Cristina Grisel Maisonnave
  - Miguel Ángel Felipe Paladino
  - José Carlos Pérez
  - Gladys Amelia Russell
  - Mara Isabel Schattenhofer
  - Luis Alfredo Schenkel
- Alianza para el Trabajo, la Justicia y la Educación (11):
  - María Rita Bustillo
  - Mario Luis Cayre
  - Guillermo José di Liscia
  - Pablo Damián Fernández
  - Joaquina Beatriz Moreno
  - Gustavo Sergio Varela
  - Leopoldo Rómulo Casal
  - Diana Gloria Lara
  - Juan Carlos Olivero
  - Juan Carlos Passo
  - Claudio Héctor Pérez Martínez

## Santa Cruz

### Consulta popular
Consulta popular realizada el 17 de mayo de 1998 para reformar o no la constitución provincial.
|  | 56,88 % |

|  | 43,12 % |

|  | 98,15 % |

|  | 0,76 % |

|  | 1,03 % |

|  | 0,03 % |

|  | 0,02 % |

|  | 76,44 % |

|  | 100 % |

### Convención Constituyente
Elección el 17 de septiembre.
|  | 53,71 % |

|  | 38,71 % |

|  | 3,90 % |

|  | 3,68 % |